# غده‌انگشتی (سرده)
غده‌انگشتی (نام علمی: Dactylorhiza) نام یک سرده از تیره ثعلبیان است.